# Pidlozți, Mlîniv
Pidlozți (în ucraineană Підлозці) este localitatea de reședință a comunei Pidlozți din raionul Mlîniv, regiunea Rivne, Ucraina.

## Demografie
Componența lingvistică a localității Pidlozți
     Ucraineană (98,68%)
     Rusă (1,13%)
Conform recensământului din 2001, majoritatea populației localității Pidlozți era vorbitoare de ucraineană (98,68%), existând în minoritate și vorbitori de rusă (1,13%).